# Oberbuchen (Bad Heilbrunn)
Oberbuchen ist ein Ortsteil der Gemeinde Bad Heilbrunn im oberbayerischen Landkreis Bad Tölz-Wolfratshausen. Das Kirchdorf liegt circa drei Kilometer nördlich von Bad Heilbrunn auf einem Plateau einige Meter über dem Heubach.

## Baudenkmäler
Siehe auch: Liste der Baudenkmäler in Bad Heilbrunn#Andere Ortsteile
- Katholische Filialkirche St. Maria

## Geschichte
Die ehemalige Gemeinde Oberbuchen wurde 1971 vollständig nach Bad Heilbrunn eingegliedert. Die zehn Gemeindeteile waren Oberbuchen, Bernwies, Graben, Hub, Linden, Ramsau, Unterbuchen, Weiherweber, Wieshäusl und Wörnern, die Gemarkung umfasste 1964 gut 915 Hektar.